# Alain Saint-Ogan
Alain Saint-Ogan (francès: Alain Marie Joseph Paul Louis Fernand Lefebvre Saint Ogan)  (Colombes, 7 d'agost de 1895 - 14è districte de París, 21 de juny de 1974) fou un autor de còmics, creador de Zig et Puce (Xic, Puça i Alfred) entre d'altres.

## Biografia
Alain Marie Joseph Paul Louis Fernand Lefebvre Lefebvre Saint Ogan va néixer el 7 d'agost de 1895 a Colombes (antic departament del Sena) de Joseph Lefebvre Saint Ogan, un escriptor i periodista de 44 anys, i de Louise Venaty, una jove de 28 anys. Mestressa de casa. Procedent d'una família força benestant, Saint Ogan es va traslladar ràpidament a Passy, al districte 16 de París. El 1906 es va unir al seu pare al Caire, que va ser nomenat redactor en cap de la revista l'Etendard Egyptien. Sota la influència del seu pare, Alain va desenvolupar una autèntica passió pel món de la premsa; el jove Saint-Ogan passa la major part del seu temps "caçant autògrafs" o organitzant concursos amb les seves núvies. Aquest entusiasme es reflecteix en la creació, a partir dels dotze anys, d'una revista bimestral, Le Journal des Deux Mondes; el diari té més de dos mil subscriptors entre ells el president de la República, Armand Fallières i l'actriu Sarah Bernhardt i Saint-Ogan és celebrada com "l'editor més jove del món", pel diari britànic Daily Chronicle. Al mateix temps, el jove Saint-Ogan va descobrir un talent com a il·lustrador humorístic: el seu primer dibuix va aparèixer l'any 1913 al diari Le Matin en el qual publicava regularment articles.
El 1925, va crear la coneguda historieta Zig et Puce, que inicialment va aparèixer al Dimanche Illustré, el suplement setmanal juvenil del diari francès l'Excelsior.
Entre les seves altres historietes: Mitou et Toti, Prosper l'ours (1933), Monsieur Poche, (1934), i Touitoui. A la dècada de 1940, va editar una revista infantil, Benjamin, per a la qual va crear la tira còmica Trac et Boum.
Zig et Puce va gaudir d'un renaixement el 1963, quan va ser assumit per Greg. Després de la Segona Guerra Mundial, Alain Saint-Ogan també va crear un dibuix animat diari per a la portada del Parisien libéré, va presentar un programa de ràdio, va produir programes de televisió i va escriure diversos llibres, incloent-hi dues memòries. Poc abans de la seva mort el 1974, va ser nomenat president honorari del primer Festival del Còmic d'Angulema. Durant un període, el premi al millor còmic va ser anomenat "Alfred" després de la seva creació.
En Català s'ha publicat la sèrie Zig et Puce amb el nom de Xic, Puça i Alfred a la revista l'Infantil amb les historietes; La Bulímica, als números 84 al 87/88 i S.O.S. Sheila, als números 94 al 123.